# Canon de 19 C modèle 1870/93
Le Canon de 19 C modèle 1870/93 est un canon de défense côtière français conçu et construit avant la Première Guerre mondiale. il a également été utilisé pendant la Seconde Guerre mondiale. Un certain nombre de canons ont également été convertis en canons sur rails pendant la Première Guerre mondiale afin de répondre aux besoins d'artillerie lourde. Ces derniers ont également été utilisés pendant la Seconde Guerre mondiale.

## Conception
Les canons de 19 C modèle 1870/93 sont des canons frettés typiques de l'époque, avec une construction mixte composée d'une doublure en acier rayé et de plusieurs couches de cerceaux de renfort en fer. Dans l'armée française, les canons de construction mixte acier / fer sont désignés en centimètres tandis que tous les canons en acier sont désignés en millimètres. Cependant, les matériaux de référence ne distinguent pas toujours la différence de construction et utilisent l'une ou l'autre unité de mesure. Les canons utilisent une culasse de Bange et tirent des charges et des projectiles de chargement séparés.
Le modèle 1870/93 est monté sur un support à pivot central modèle 1886 avec une plate-forme de tir en acier rectangulaire qui repose sur un anneau en acier à engrenages de grand diamètre. Cet anneau est fixé dans une dalle de béton derrière un parapet, le tube du canon surplombant le parapet à l'avant et une plate-forme de chargement en surplomb à l'arrière. Les montures permettent des angles d'élévation élevés de plus de 30° avec 360° de traversée. La structure est traversée par un engrenage à vis sans fin qui se fixe à la base.
Le système de recul du modèle 1870/93 se compose d'un porte canon en forme de U qui maintient le canon tourillonné et d'une plate-forme de tir légèrement inclinée avec un système de recul hydraulique. Lorsque le canon tire, le tampon hydraulique ralentit le recul du berceau qui glisse sur un ensemble de rails inclinés sur la plate-forme de tir, puis revient en position par l'action combinée des tampons et de la gravité.

## Canons sur rails

### Première Guerre mondiale
Pendant la première guerre mondiale, vingt-six canons modèle 1893-1896 ont été convertis en canons sur rails, les canons de 19 modèle 1870/93 TAZ. Les canons sont montés dans une grande tourelle sur un wagon de chemin de fer blindé construit par Schneider et Cie.

### Seconde Guerre mondiale
Vingt-quatre canons sur rails modèle 1870/93 TAZ ont été mobilisés au début de la Seconde Guerre mondiale. Après la défaite de la France face à l'Allemagne en 1940, neuf canons sont utilisés par les Allemands comme artillerie de défense côtière sous la désignation 19 cm K(E) 486(f). Six sont installés sur l'île de Cézembre en 1942. Le royaume d'Italie reçoit également reçu douze canons après l'armistice de Villa Incisa, désignés Cannone da 194/29 Modello 70/93. Ils sont intégrés dans des trains blindés de l'armée royale italienne et affectés à des tâches de défense côtière. Leur seule utilisation au combat a lieu le 13 mars 1944 avec l'armée co-belligérante italienne lors de la bataille de Montelungo.

## Images

Restes d'un des six canons de 194 mm sur l'île de Cézembre (France), détruit par les bombardements alliés en août 1944.
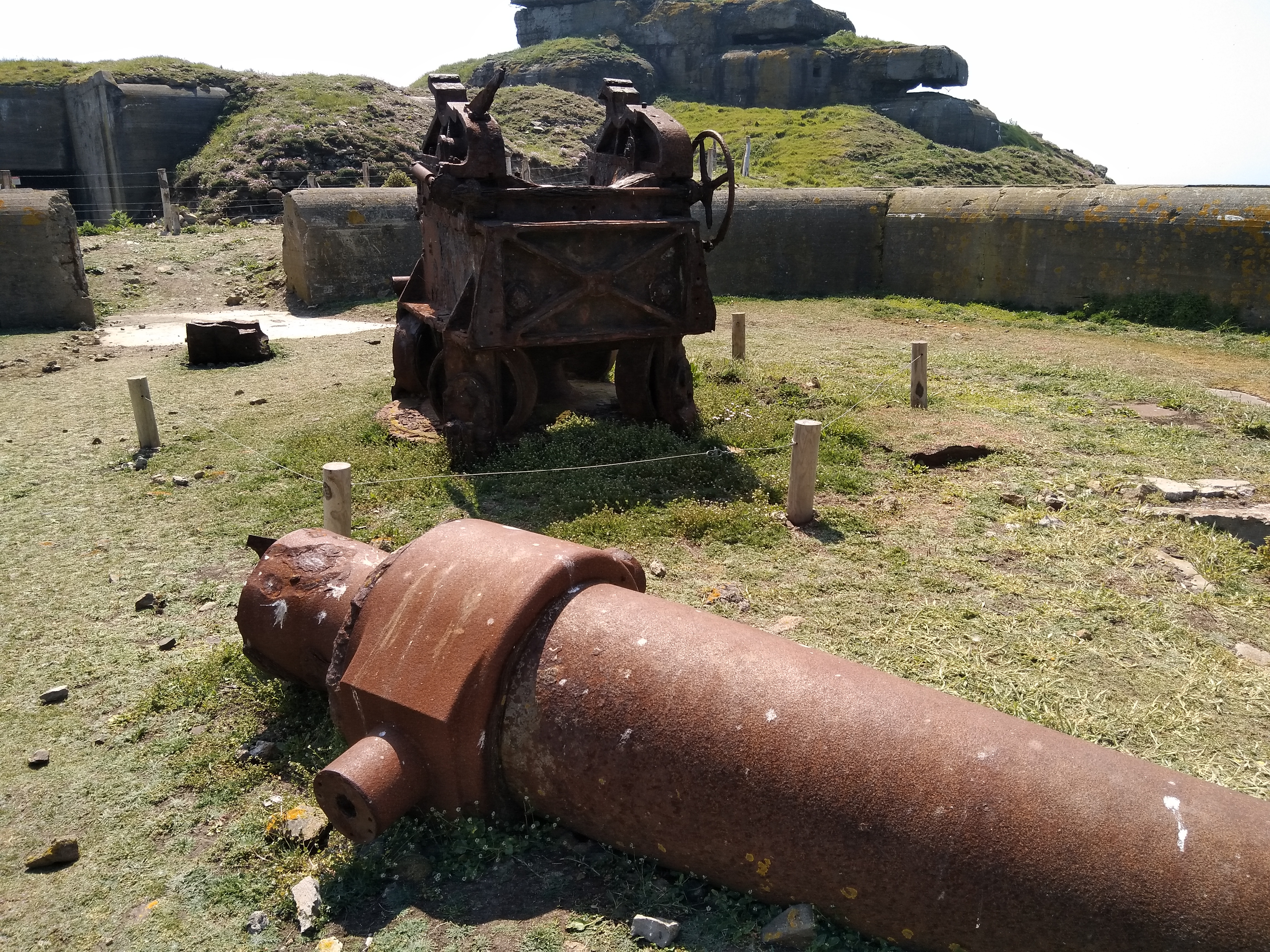
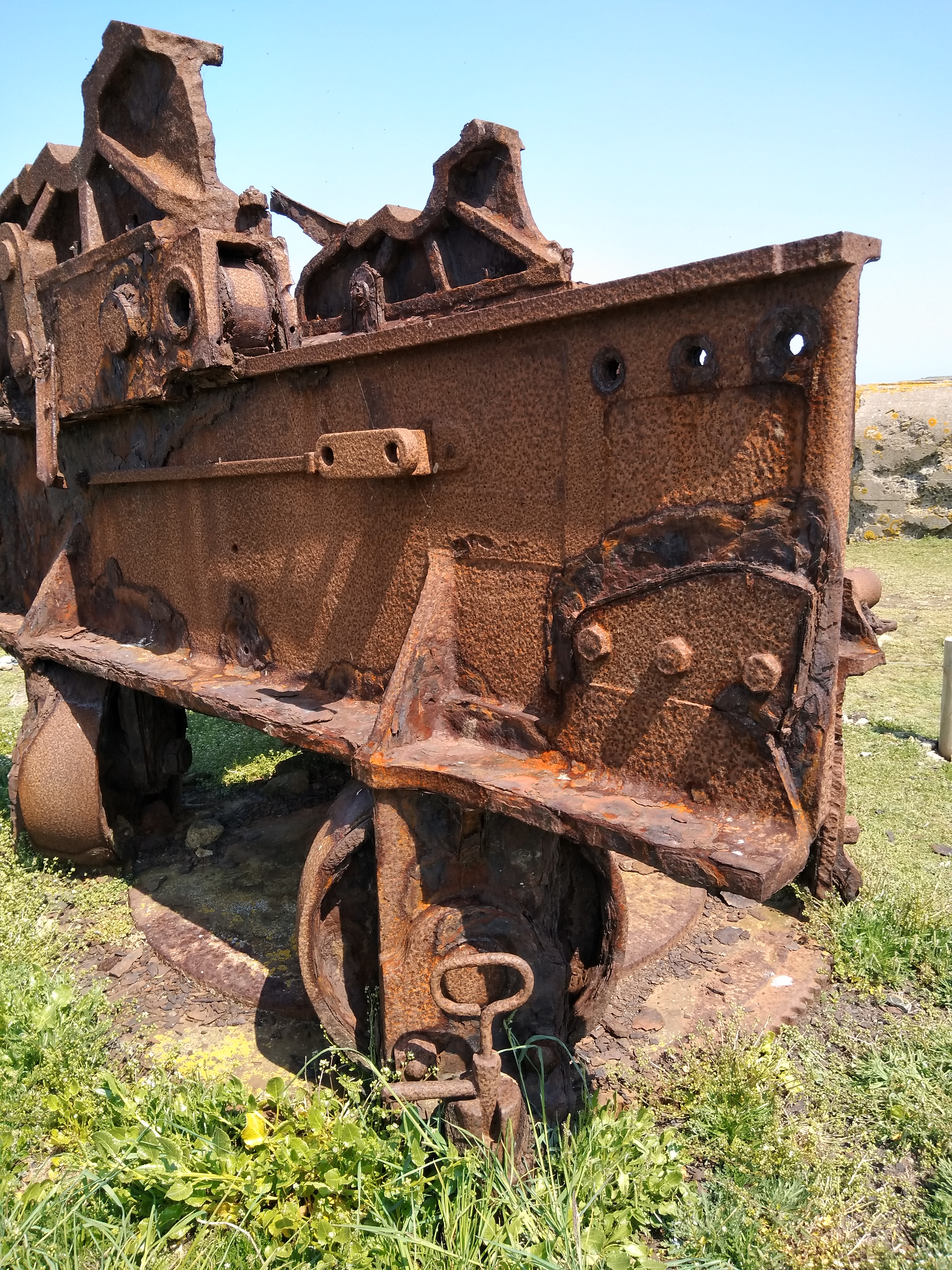
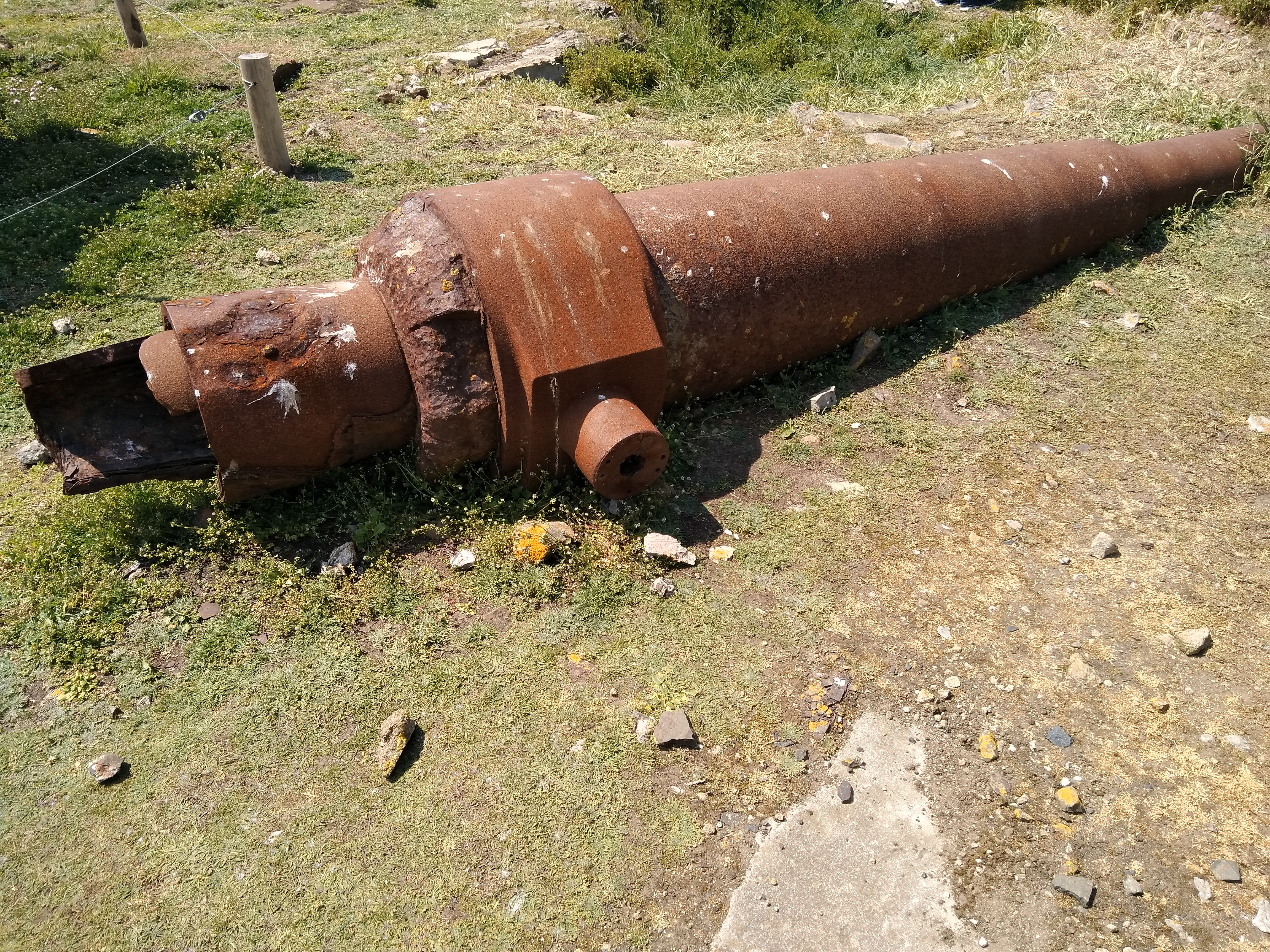
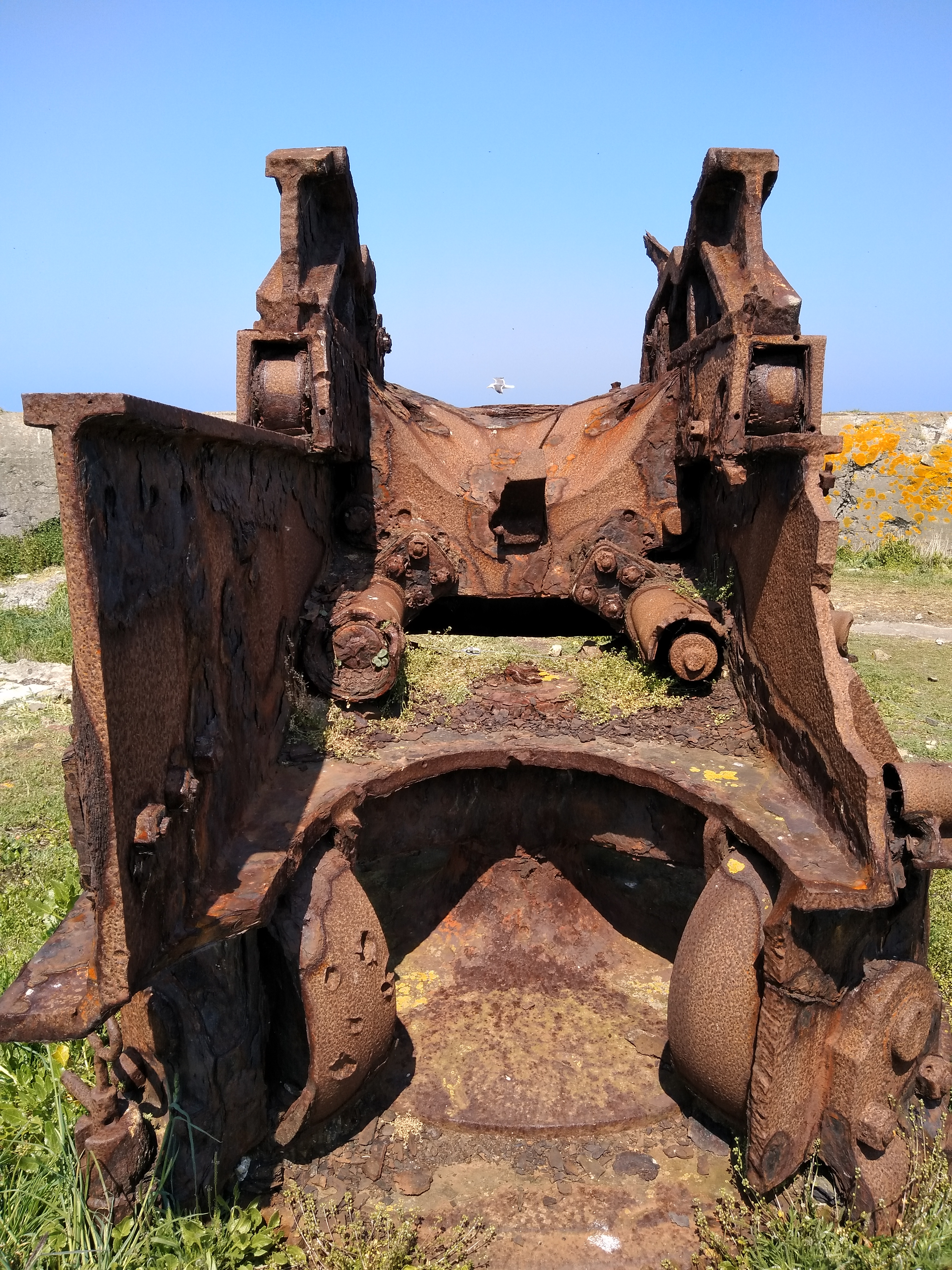
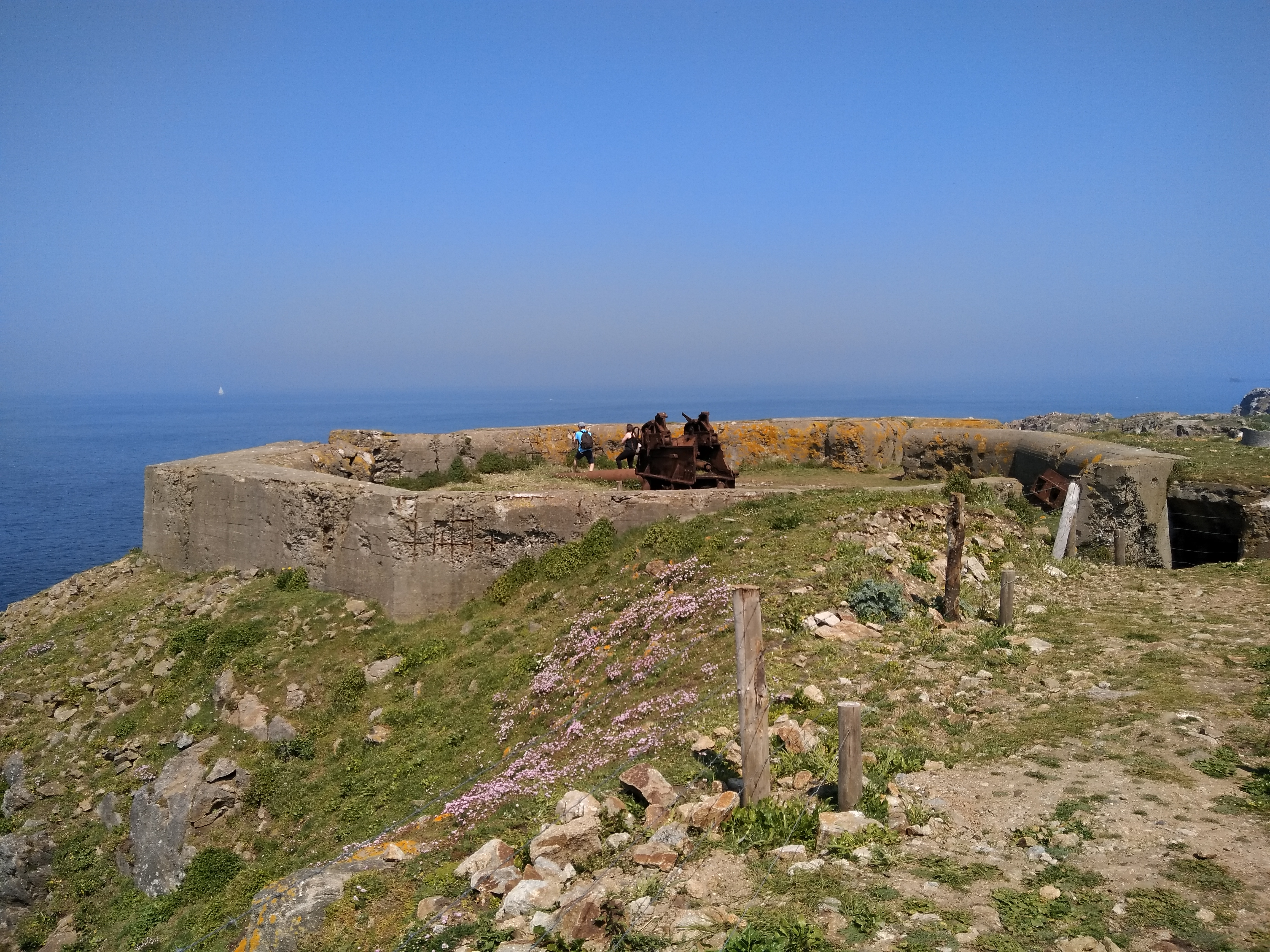